# Konispol
Konispol este un oraș din Albania.
1. ↑  GeoNames